# Liste der Kulturdenkmäler in Rimschweiler
In der Liste der Kulturdenkmäler in Rimschweiler sind alle Kulturdenkmäler im Stadtteil Rimschweiler der rheinland-pfälzischen Stadt Zweibrücken aufgeführt. Grundlage ist die Denkmalliste des Landes Rheinland-Pfalz (Stand: 14. März 2023).

## Denkmalzonen
| Bezeichnung                   | Lage                                       | Baujahr | Beschreibung | Bild |
| ----------------------------- | ------------------------------------------ | ------- | --- | ---- |
| Denkmalzone Heidelbingerhof 5 | östlich des Ortes (Heidelbingerhof 5) Lage | 1829    | Dreiseithof; fünfachsiges klassizistisches Wohnhaus über Gewölbekeller, Krüppelwalmdach, bezeichnet 1829; gegenüberliegend Garten mir Sandsteinmauer; bauliche Gesamtanlage | BW   |

## Einzeldenkmäler
| Bezeichnung  | Lage                  | Baujahr | Beschreibung                                                              | Bild |
| ------------ | --------------------- | ------- | ------------------------------------------------------------------------- | ---- |
| Gemeindehaus | Vogesenstraße 26 Lage | 1790    | ehemaliges Gemeindehaus; fünfachsiger Krüppelwalmdachbau, bezeichnet 1790 | BW   |
| Quereinhaus  | Vogesenstraße 69 Lage | 1868    | Quereinhaus; eingeschossiger Krüppelwalmdachbau, bezeichnet 1868          | BW   |